# Turniej o Srebrną Ostrogę Ilustrowanego Kuriera Polskiego 1965
VII turniej Srebrnej Ostrogi IKP  - siódma odsłona zawodów żużlowych, w których zawodnicy ścigali się o nagrodę przechodnią zwaną "Srebrną Ostrogą". Turniej odbył się 17 października 1965. Zwyciężył Joachim Maj.

## Wyniki
źródło
- 17 października 1965, Stadion Stali Toruń

| Msc. | Zawodnik         | Klub              | Pkt  |      |  |
| ---- | ---------------- | ----------------- | ---- | ---- |  |
| 1    | Joachim Maj      | ROW Rybnik        | 10   | b.d. |  |
| 2    | Antoni Woryna    | ROW Rybnik        | 10   | b.d. |  |
| 3    | Stanisław Tkocz  | ROW Rybnik        | 9    | b.d. |  |
| 4    | Alojzy Norek     | ROW Rybnik        | 9    | b.d. |  |
| 5    | Marian Rose      | Stal Toruń        | 9    | b.d. |  |
| 6    | Janusz Kościelak | Stal Toruń        | 8    | b.d. |  |
| 7    | Stanisław Bauta  | Stal Toruń        | 6    | b.d. |  |
| 8    | Józef Batko      | Stal Rzeszów      | 5    | b.d. |  |
| 9    | Stefan Kępa      | Stal Rzeszów      | 5    | b.d. |  |
| -    | Florian Kapała   | Stal Rzeszów      | b.d. | b.d. |  |
| -    | Bogdan Kowalski  | Stal Toruń        | b.d. | b.d. |  |
| -    | Zygfryd Friedek  | Polonia Bydgoszcz | b.d. | b.d. |  |
| -    | Jan Malinowski   | Stal Rzeszów      | b.d. | b.d. |  |